# Hannah Szenes
Hannah Szenes, född 17 juli 1921 i Budapest, död 7 november 1944, var en ungersk-judisk poet och motståndskämpe under andra världskriget. Tillsammans med två andra judiska aktivister från Brittiska Palestinamandatet hoppade hon i mars 1944 i fallskärm över Jugoslavien för att organisera räddningen av judar i det tysk-ockuperade Ungern.
Szenes greps vid den ungerska gränsen, internerades och utsattes för tortyr. Hon vägrade att röja sina kontakter och ställdes slutligen inför rätta och avrättades genom arkebusering. I Israel betraktas Szenes som nationalhjälte. De dikter hon författade under fängelsetiden har tryckts i stora upplagor.

## Biografi
Szenes föddes i Budapest 1921. Hennes far, dramatikern och journalisten Béla Szenes, dog när hon var sex år gammal och hon växte upp med sin mor Katarina och sin bror György. Hon skrevs in vid en protestantisk privatskola för flickor, som även antog katoliker och judar. Vid tretton års ålder började hon att föra dagbok och skriva poesi. Under 1930-talets senare del insåg Szenes att situationen för Ungerns judar började bli osäker och otrygg och hon kom att omfatta sionismen. I oktober 1938 gick hon med i den sionistiska organisationen Maccabea.
År 1939 reste Szenes till Brittiska Palestinamandatet för att studera vid en jordbruksskola för flickor i Nahalal. Två år senare avlade hon examen och bosatte sig i kibbutzen Sdot Yam, där hon bodde i två år. Under denna tid blev hon medlem av Palmach, Haganahs reguljära stridande styrka, och tog värvning i brittiska armén. Special Operations Executive (SOE) ämnade organisera en grupp män och kvinnor, som skulle hoppa i fallskärm över olika områden i Europa och rapportera om tyska trupprörelser. Szenes såg även detta uppdrag som ett tillfälle att rädda judar från nazisterna och hon var första kvinna att anmäla sig till SOE. I januari 1944 påbörjade hon en intensivutbildning som fallskärmsjägare i Egypten.
Den 13 mars 1944 hoppade Szenes tillsammans med Yoel Palgi och Peretz Goldstein i fallskärm över Jugoslavien. De togs om hand av jugoslaviska partisaner, tills de den 13 maj 1944 tog sig över gränsen till Ungern. De greps då av ungersk polis och överlämnades till Gestapo. Vid kroppsvisitationen fann Gestapo att Szenes hade en radiosändare och hon blev torterad för att avslöja koder och mottagare, men hon yppade ingenting. Den 28 oktober ställdes hon inför rätta för högförräderi och dömdes till döden; den 7 november avrättades hon genom arkebusering.

## Poesi
En av Hannah Szenes mest kända dikter heter Halikha LeKesariya ("A Walk to Caesarea"), allmänt känd som Eli, Eli ("My God, My God").
My God, My God, I pray that these things never end,
The sand and the sea,
The rustle of the waters,
Lightning of the Heavens,
The prayer of Man.
En annan av Szenes dikter heter Ashrei Hagafrur ("Blessed is the match"), som hon skrev den 2 maj 1944.
Blessed is the match consumed in kindling flame,
Blessed is the flame that burns in the secret fastness of the heart,
Blessed is the heart with strength to stop its beating for honor's sake,
Blessed is the match consumed in kindling flame.